# Partido del Pueblo de Panamá
El Partido del Pueblo de Panamá (PPP) fue un partido político panameño de ideología comunista. Fue fundado el 4 de abril de 1930 con el nombre de Partido Comunista de Panamá, luego de que el ala comunista abandonara el Partido Laborista. Los primeros líderes del partido fueron Eliseo Echévez y Cristóbal Segundo. El Partido Comunista logró unirse a la Internacional Comunista y tuvo un apogeo como movimiento durante la Segunda Guerra Mundial. En 1943 cambió su nombre a Partido del Pueblo.
A pesar de su pequeño tamaño y no participación en las elecciones, el Partido del Pueblo era muy organizado y ejerció control en la Federación de Estudiantes de Panamá y en movimientos sindicales en Panamá y en la Zona del Canal, llegando a controlar la Federación de Trabajadores Sindicales de Panamá. 
No obstante, durante la posguerra, el partido se concentró en atacar la presencia estadounidense en Panamá y finalmente fue proscrito como partido en 1953. Con la prohibición, perdió control en los sindicatos y muchos miembros se pasaron a otros partidos. El Departamento de Estado de los Estados Unidos cifró en 400 miembros del partido a mediados de la década de 1960.
Tras el golpe de Estado de 1968, el PPP apoyó y colaboró en el régimen militar de Omar Torrijos a pesar de su pequeña membresía y apoyó en los temas relativos al Canal. El PPP resistió a la unión con el Partido Revolucionario Democrático (PRD), pero perdió mucha de su influencia en el gobierno, no obstante, el gobierno militar permitió al PPP operar de manera semipública.
En 1979 obtuvo el reconocimiento oficial como partido político, al reunir 77.000 inscritos. En las elecciones de 1980 el PPP obtuvo un escaño en la Asamblea Nacional a través de un candidato inscrito como independiente.
Durante las elecciones de 1984, el PPP rompe su alianza con el gobierno militar, ya que consideraban que no seguían los ideales reformistas de Omar Torrijos, que había muerto en 1981. El PPP postuló a Carlos Del Cid como candidato presidencial propio, pero solo obtuvieron 4598 votos (0,72% del total) y ningún escaño en la Asamblea Nacional.
En las elecciones de 1989, el PPP decide unirse a la alianza oficialista COLINA encabezada por Carlos Duque. Sin embargo, sólo obtuvieron 2919 votos (0,45% del total) y ningún escaño en la Asamblea Nacional.
El PPP fue retirado como partido político inscrito por el Tribunal Electoral el 1 de julio de 1991.